# مسجد جول
مسجد جول ( (بالتركية: Gül Camii)‏ ، ومعناه: «مسجد الوردة» في اللغة العربية) هو في الأصل كنيسة أرثوذكسية شرقية سابقة تقع في إسطنبول، تركيا، تم تحويلها إلى مسجد من في عهد العثمانيين. للمسجد خمس قباب، قبة واحدة في المركز وأربع قباب في الزوايا، وله مئذنة في الزاوية الغربية.

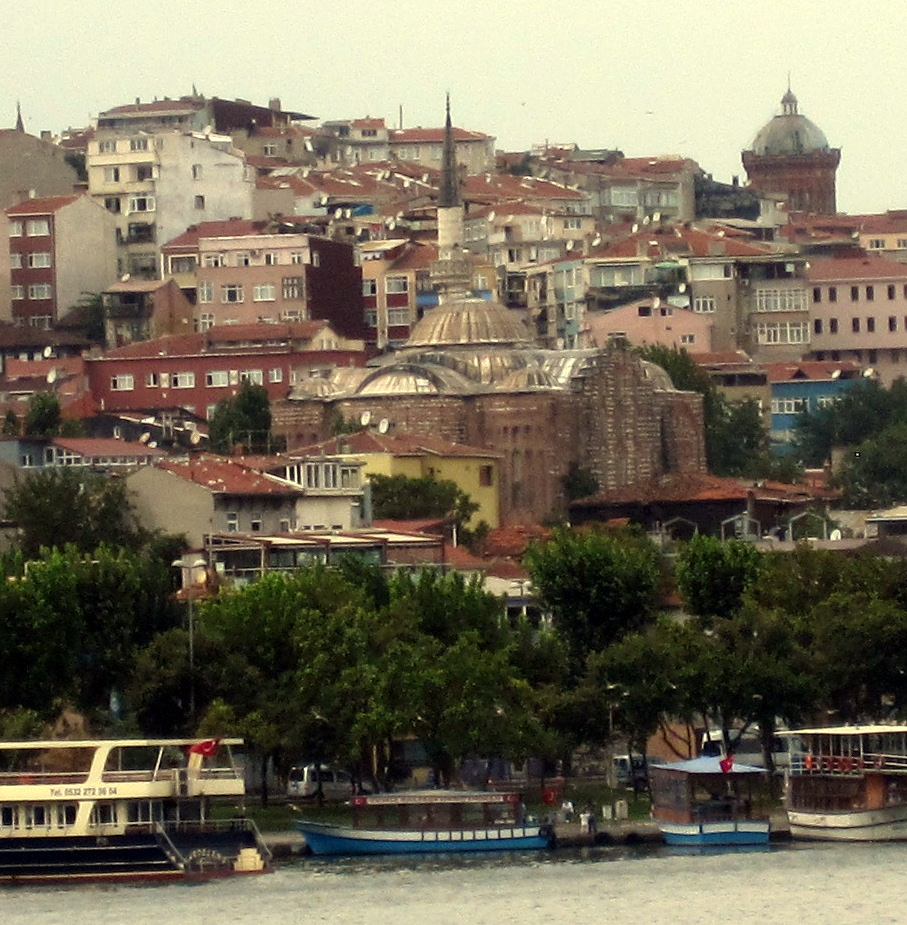
مسجد جول كما يظهر من فوق جسر أتاتورك على القرن الذهبي.

معرض الصور

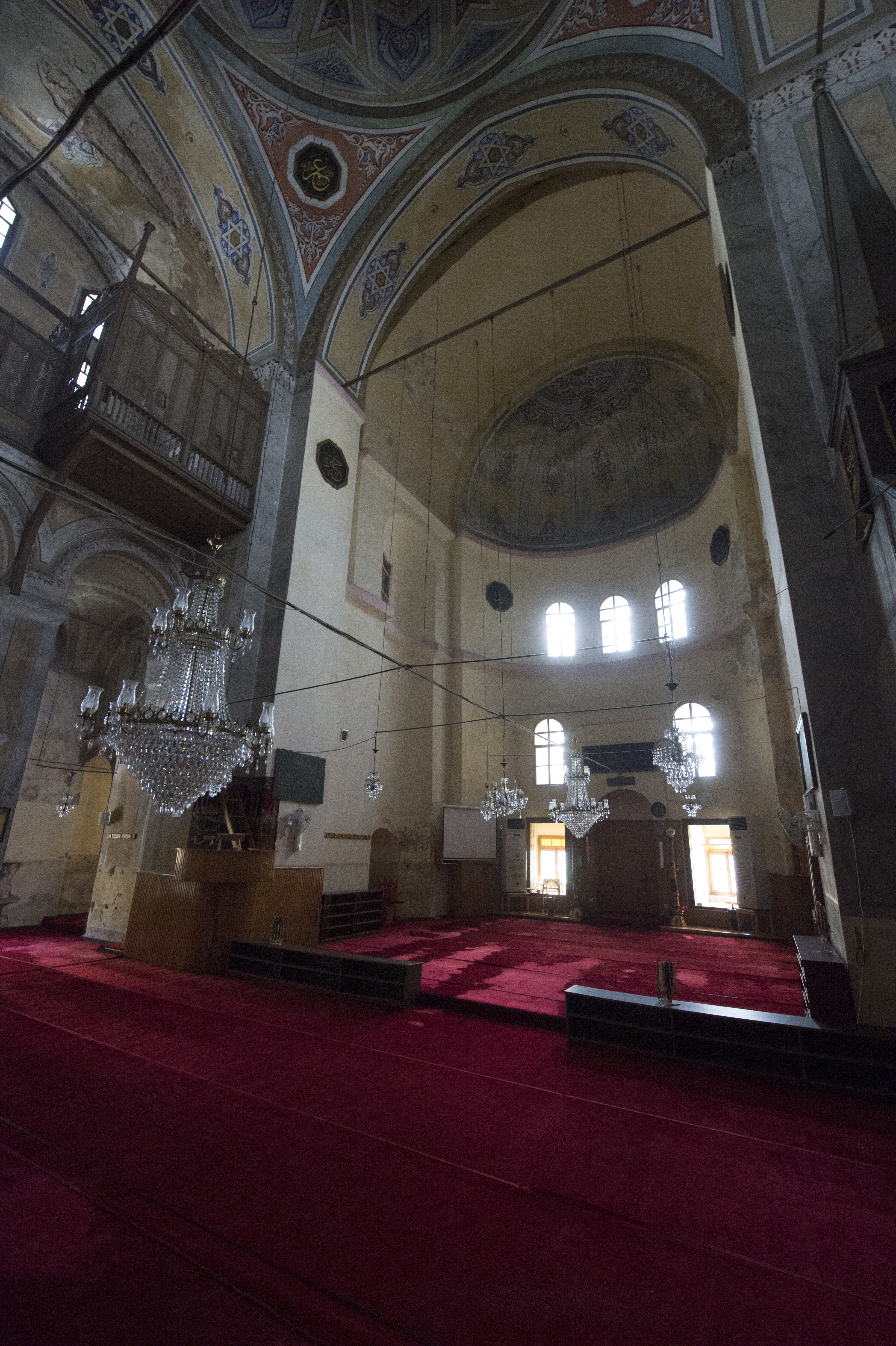
مسجد جول من الداخل.
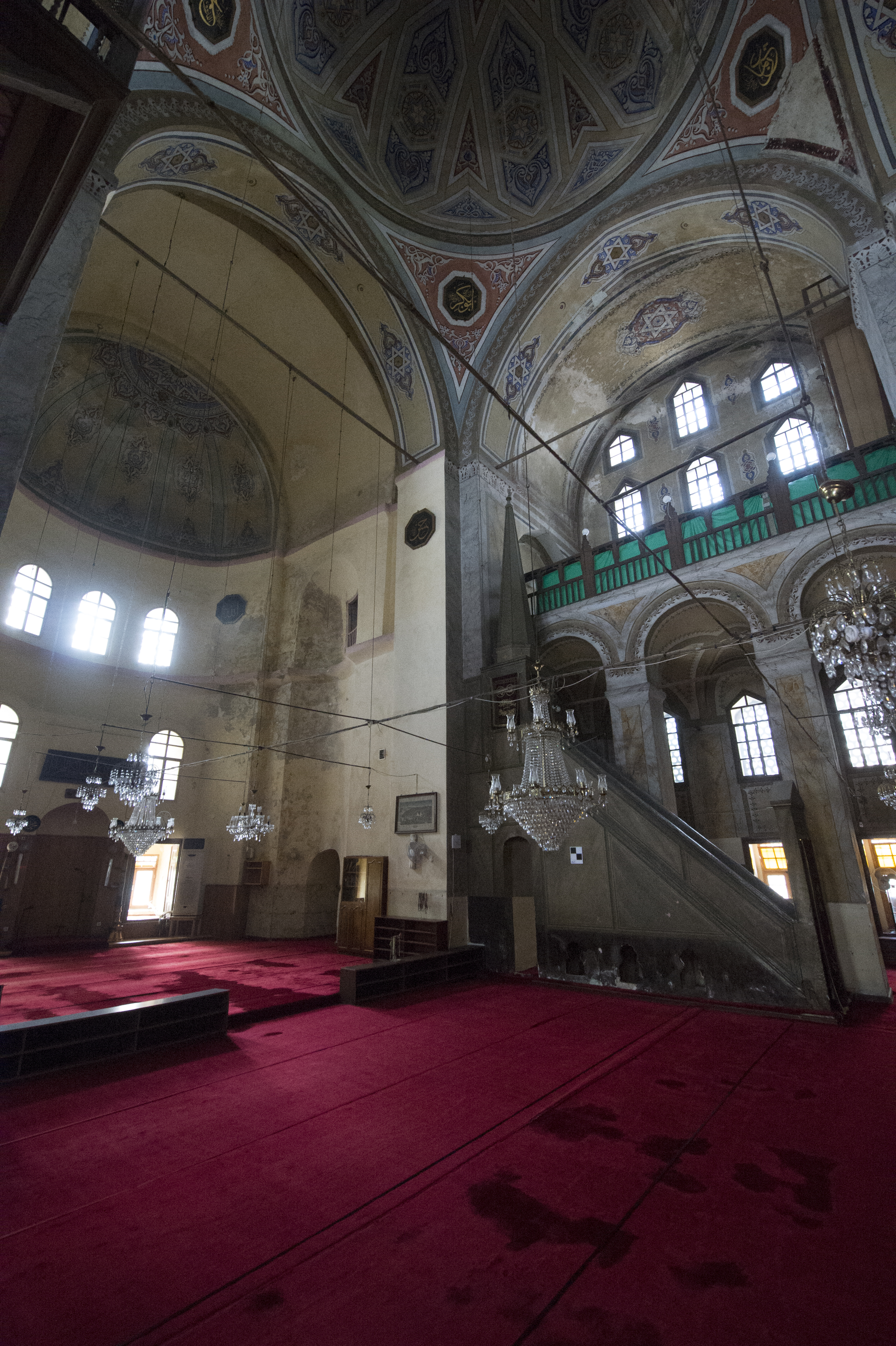
مسجد جول من الداخل
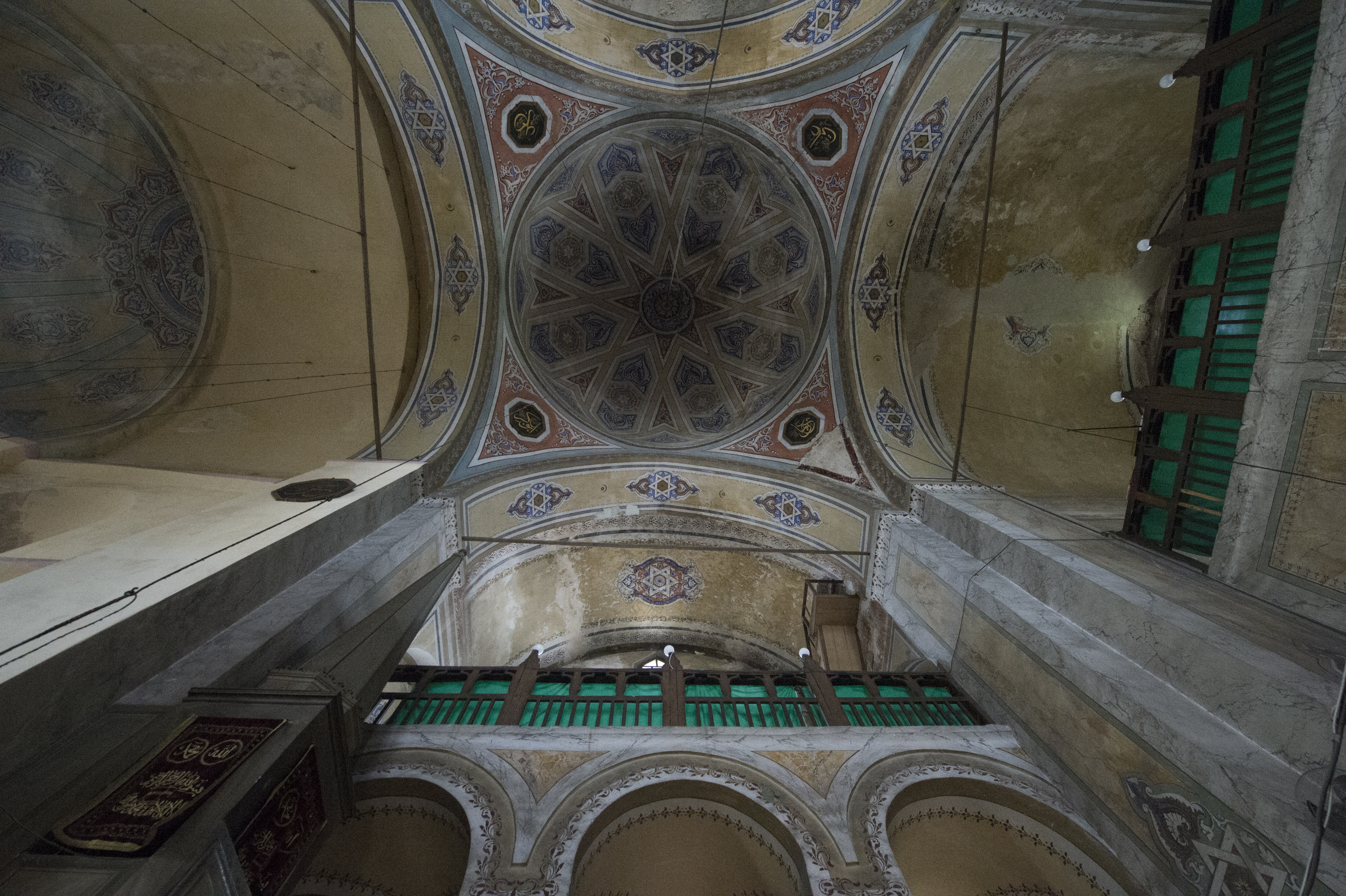
قبة مسجد جول.
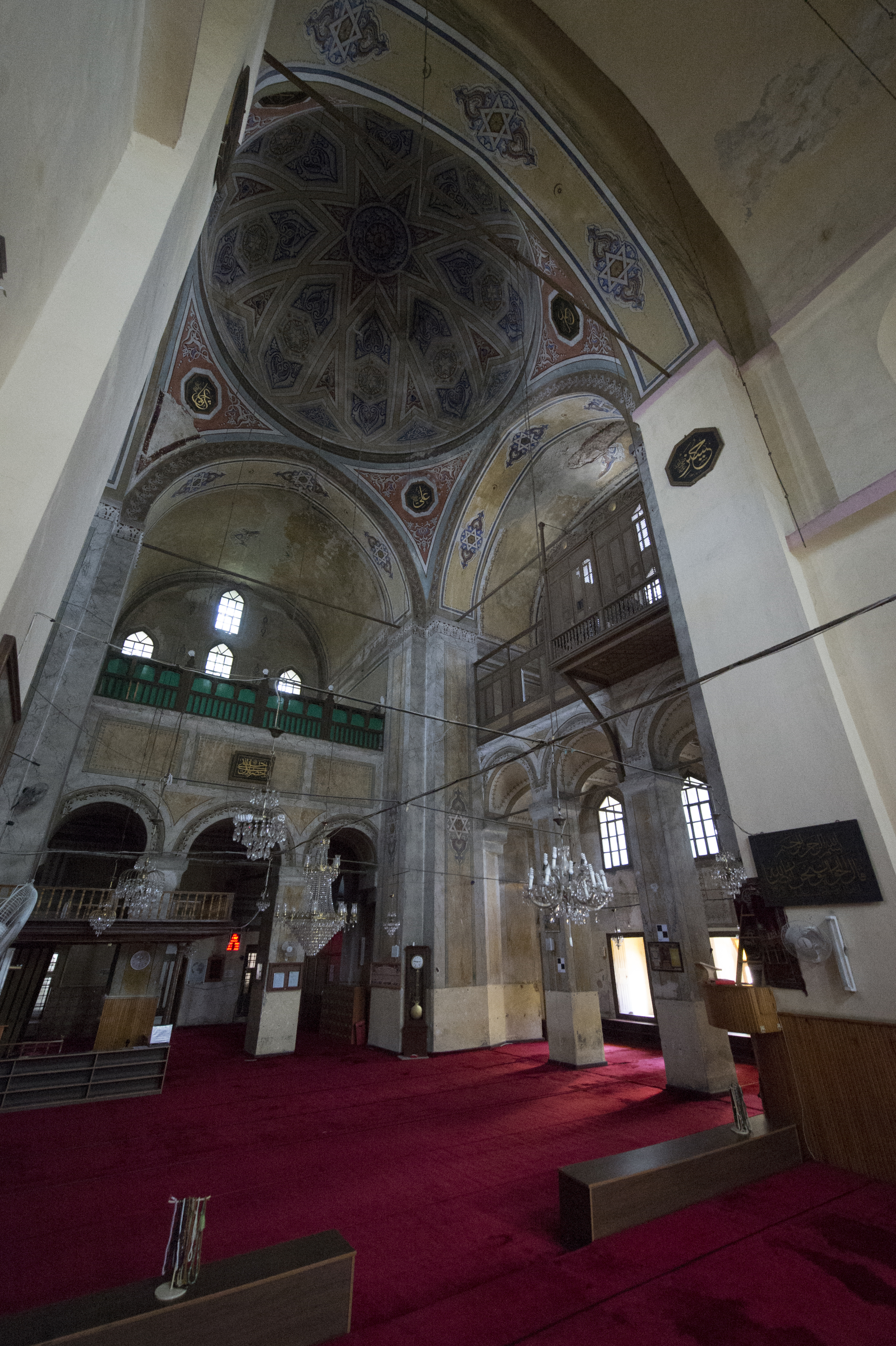
مسجد جول من الداخل.
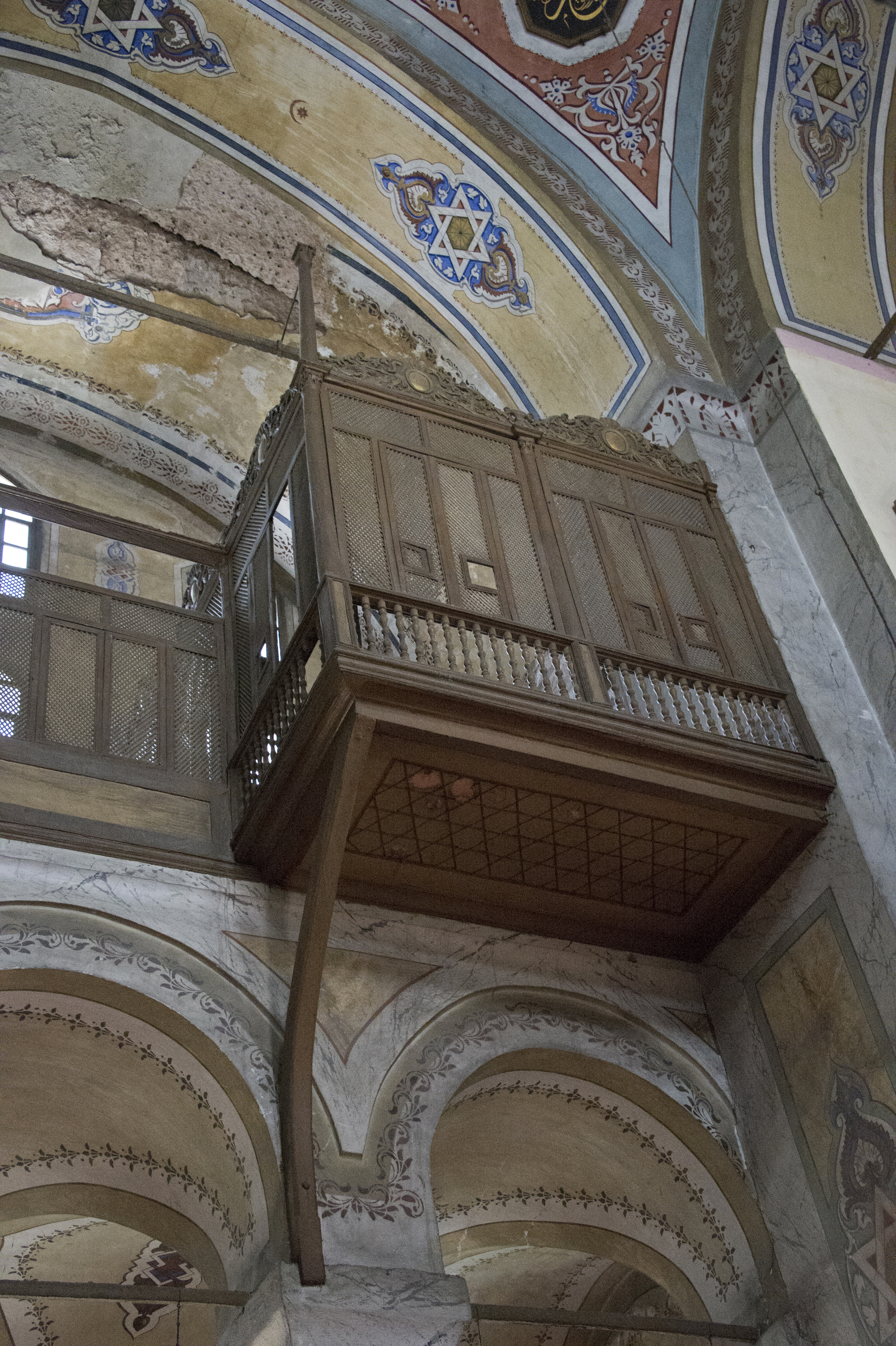
مسجد جول من الداخل.
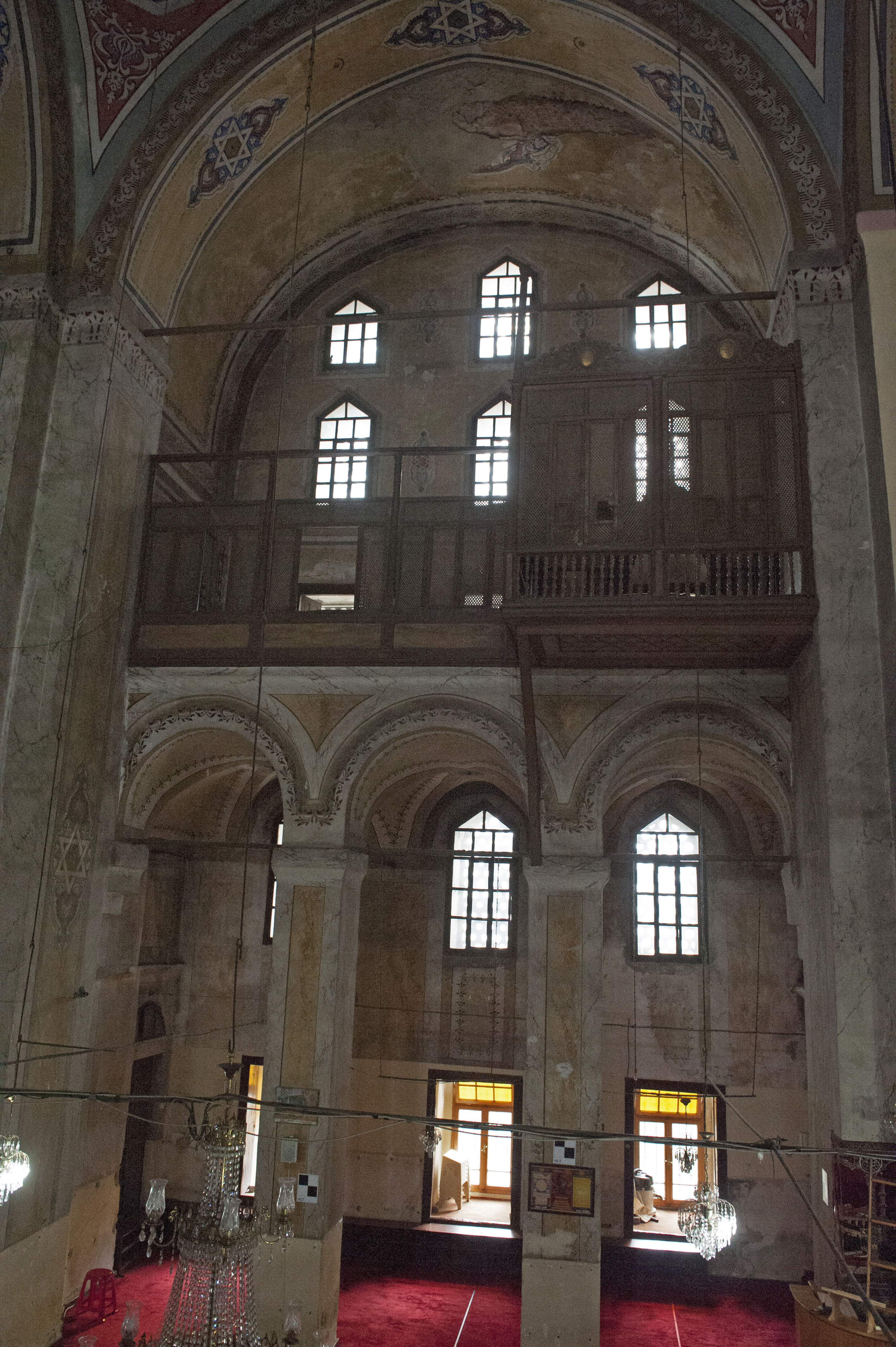
مسجد جول من الداخل-البوابة الشمالية.
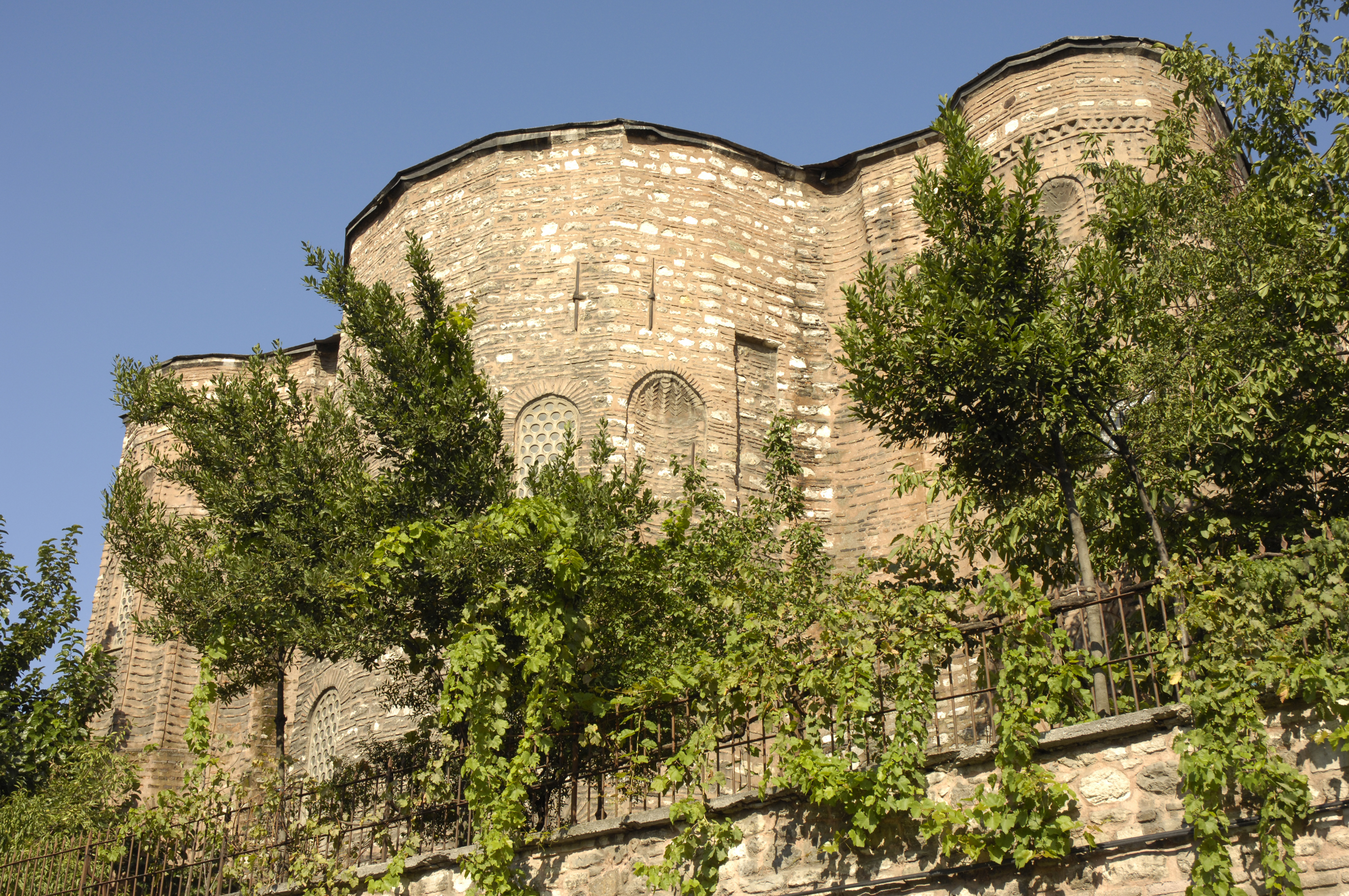

## روابط خارجية
- بيزنطة 1200 - مسجد جول
- أركنت
- مسجد جول الوثائقي
- سلسلة من 50 صورة للمسجد